# Burrel
Burrel là một đô thị trong quận Mat thuộc hạt Dibër, Albania. Dân số năm 2005 là 12139 người. Nơi đây là quê của ca sĩ Elgit Doda nổi danh với bài hit Larg.